# Need for Speed (Film)
Need for Speed ist ein Actionfilm von Scott Waugh aus dem Jahr 2014 mit Aaron Paul in der Hauptrolle. Es handelt sich um eine Verfilmung der Computerspiel-Reihe Need for Speed.

## Handlung
Tobey Marshall besitzt eine Autowerkstatt in Mount Kisco (Westchester County), die er von seinem Vater geerbt hat. Nachts nimmt er an illegalen Straßenrennen teil. Eines Tages taucht der Ex-NASCAR-Fahrer Dino Brewster auf und bietet ihm 25 % des Verkaufserlöses, wenn er den letzten von Carroll Shelby gebauten Ford Mustang fertigstellt. Dino hat Tobey Jahre zuvor die Freundin (Anita) ausgespannt. Trotzdem sagt Tobey gegen den Rat seiner Freunde zu, da die Werkstatt kurz vor der Zwangsvollstreckung steht. Nach dem Abschluss des Projekts kann Tobey sogar noch einen höheren Kaufpreis erzielen, indem er gegen den Willen von Dino die versprochene Höchstgeschwindigkeit von 230 Meilen pro Stunde (370 km/h) demonstriert. Dino bietet Tobey ein Rennen um den gesamten Verkaufserlös an. Auch Tobeys Freund Pete nimmt teil. Die drei fahren jeweils einen Koenigsegg Agera R: Dino einen roten, Pete einen weißen und Tobey einen silbergrauen. Dino behauptet, dass sie sich im Besitz seines Onkels befänden. Kurz vor der Ziellinie liegt Tobey in Führung vor Pete. Da rammt Dino Pete, sodass dieser verunglückt und stirbt. Während Tobey das Rennen abbricht und versucht, seinem Freund zu Hilfe zu kommen, gewinnt Dino das Rennen und flieht. Tobey wird festgenommen; die Polizei gibt ihm die Schuld für Petes Tod, da der rote Agera R, den Dino gefahren hat, nicht zu finden ist. Außerdem sind die beiden verbleibenden Fahrzeuge als gestohlen gemeldet.
Als er nach zwei Jahren wieder aus dem Gefängnis herauskommt, will Tobey erneut an einem illegalen Straßenrennen teilnehmen. Er kann den Käufer des Mustangs überzeugen, ihm den Wagen zur Verfügung zu stellen. Dieser besteht allerdings darauf, dass Julia die Reise begleitet. Tobey hat nun 45 Stunden Zeit, von New York nach San Francisco zu kommen. Auf seiner Fahrt macht er durch eine waghalsige Verfolgungsjagd in Detroit den Veranstalter Monarch auf sich aufmerksam und qualifiziert sich so für das Rennen. Da er dazu allerdings mehrere Gesetze übertritt und durch das Verlassen des Staates seine Bewährungsauflagen verletzt, heftet sich ebenfalls die Polizei an seine Fersen. Dino will verhindern, dass Tobey am Rennen teilnimmt. Er setzt daher seinen Lamborghini Sesto Elemento als Kopfgeld für Tobey aus. Mithilfe seiner Freunde schaffen Tobey und Julia es trotzdem nach San Francisco, wo seine Startmeldung trotz 23-minütiger Verspätung angenommen wird. Während der Fahrt sind sich Tobey und Julia nähergekommen.
Kurz darauf erleiden die beiden einen Verkehrsunfall, bei dem Julia verletzt und der Mustang zerstört wird. Nachdem Julia im Krankenhaus versorgt wird, macht sich Tobey auf die Suche nach einem neuen Wagen für das Rennen und ruft dafür Anita, Dinos Verlobte, an. Diese hat inzwischen herausgefunden, dass der rote Agera in Wirklichkeit in Dinos Besitz ist, und teilt Tobey mit, wo er diesen finden kann. Als er am nächsten Morgen mit dem Wagen am Start auftaucht, kann Dino jedoch nichts unternehmen, ohne zugleich seine Schuld an Petes Tod zu offenbaren.
So startet das Rennen, und mit der Zeit scheiden durch den Einfluss der Staatsgewalt alle Teilnehmer bis auf Dino und Tobey aus. Kurz vor dem Ziel versucht Dino einen Rammstoß wie seinerzeit bei Pete. Tobey ahnt dieses Manöver voraus und tritt kurz vorher auf die Bremse, sodass die Attacke ins Leere läuft, der Lamborghini bedingt dadurch die Straße verlässt und sich überschlägt. Er bleibt auf dem Dach liegen und fängt Feuer. Nach einer kurzen Bedenkzeit wendet Tobey und rettet Dino das Leben. Dann überlässt er ihn der Polizei und fährt zum Ziel, wo er sich festnehmen lässt.
Ein halbes Jahr später wird Tobey erneut aus dem Gefängnis entlassen und von Julia in einem neuen Ford Mustang abgeholt.

## Hintergrund
An der Realisierung des Films waren die Filmproduktionsgesellschaften DreamWorks SKG, Reliance Entertainment, Electronic Arts und Bandito Brothers beteiligt.
Need for Speed wurde im April 2013 an verschiedenen Orten in den Vereinigten Staaten gedreht. Das Filmbudget betrug schätzungsweise 66 Millionen US-Dollar.
In Vietnam erschien Need for Speed am 7. März 2014 in den Filmtheatern. In den USA lief der Film ab dem 14. März 2014 in den Kinos, und in Deutschland ab dem 20. März 2014.

## Supersportwagen
Folgende Supersportwagen treten im Film in Erscheinung:
1. Shelby Mustang GT500KR (Vereinigte Staaten, 620 PS, 305 km/h)
2. Koenigsegg Agera R (Schweden, 1140 PS, 418 km/h)
3. Lamborghini Sesto Elemento (Italien/Deutschland, 570 PS, 350 km/h)
4. Bugatti Veyron Super Sport (Frankreich/Deutschland, 1200 PS, 431 km/h)
5. McLaren P1 (Vereinigtes Königreich/Deutschland, 903 PS, 349 km/h)
6. Saleen S7 (Vereinigte Staaten, 550 PS, 320 km/h)
7. GTA Spano (Spanien/Vereinigte Staaten, 900 PS, 349 km/h)

## Kritiken
Der Film erhielt vom Spielemagazin GameStar eine negative Kritik:

„Wir haben die Rennspiel-Verfilmung bereits gesehen und würden uns lieber Benzin in die Augen schütten lassen, als diesen Schrott zu empfehlen.“

Auch Frank Arnold von epd Film war enttäuscht von dem Film:

„Eigentlich erstaunlich, dass der Erfolg der THE FAST AND THE FURIOUS-Reihe bisher kaum Nachfolger angelockt hat. Dem versucht jetzt der auf einem Videospiel basierende Need for Speed abzuhelfen. Von einer solchen Vorlage erwartet der Kinogänger nicht unbedingt ausgefeilte Charaktere, sondern eher Adrenalinstöße. Die jedoch fallen vergleichsweise bescheiden aus. Das Street-Racing, illegale Straßenrennen mit hochgezüchteten Sportwagen, umgibt sich auch hier mit einem Hauch von Anti-Establishment, allerdings sprechen das vorgeführte Hightech und sonstige Hilfsmittel eine andere Sprache.“

Auf weiteren Filmseiten stieß der Need-for-Speed-Kinofilm auf gemischte Reaktionen:

„Es gibt einige furiose Einlagen zu sehen, gedreht in unkonventionellen Einstellungen, die den Film allein schon sehenswert machen – auch ohne 3D-Brille auf der Nase. Need for Speed ist ein überraschend starker, weil wahrhaftiger und klamaukfreier Actioner mit Abzügen in der B-Note.“

Auf anderen Seiten aber auch auf positive Reaktionen:

„Insgesamt hat uns Need for Speed sehr positiv überrascht, die Mischung aus zwar bekannten, als Hommage aber zu verstehenden und zu erfreuen wissenden Plots, Charakterfiguren statt reinen Action-Muskelmännern, mehr Authentizität und dennoch wirklich in einen Sog ziehenden Rennszenen mit flotten und kultigen Flitzern geht absolut auf und stellt damit die die [sic] ersten Filme der Fast & Furious-Reihe in den Schatten. Wir haben den Film übrigens im Original gesehen und hoffen, dass die Synchro genau den gleichen Witz und die Atmosphäre transportiert. Für Liebhaber des Need for Speed-Games ist der Film sowieso ein Muss, aber auch für alle anderen anzuraten, die einen Renn-Blockbuster sehen wollen, in dem man problemlos seine bessere Hälfte mit hineinschleifen kann. Wir kamen wahrlich mit einem fetten Grinsen aus Need for Speed […]“

## Fortsetzung
Aufgrund des finanziellen Erfolgs, vor allem im asiatischen Raum, kündigten die Produzenten bereits eine Fortsetzung an, die in chinesischer Co-Produktion gedreht werden soll und zumindest teilweise in China spielen wird.